# Cellitinnen zur hl. Elisabeth
Die Cellitinnen zur hl. Elisabeth sind besser bekannt unter dem Namen „Cellitinnen von der Antonsgasse“ oder auch „Kölner Augustinerinnen“. Es handelt sich bei ihnen um eine katholische Schwesterngemeinschaft, welche nach der Augustinusregel lebt und sich in der Krankenpflege betätigt. Die Ordenspatrone sind die Heiligen Augustinus, Elisabeth und Anna.

## Geschichte

### Mittelalter und Neuzeit
Am 9. Januar 1312 schenkte die Bürgerin Lore von Vylich der Begine Greta ein Haus in der Antonsgasse in Köln. Greta gründete dort einen Beginenkonvent, dessen Mitglieder sich in der Krankenpflege betätigten und der nach seiner Stifterin auch Lore-Konvent genannt wurde. In all den kommenden Jahrhunderten bewegte sich die Zahl der Schwestern immer um die Zwanzig. Das Haus hatte in den ersten Jahren ein gemeinsames Refektorium, wie auch einen Spinn- und Websaal. Das Dormitorium, der Schlafsaal, war in Zellen unterteilt.
Das Amt eines Superiors, welcher die Mitglieder in einen Konvent aufnahm, wurde hier nicht durch den Pfarrer, sondern durch die Äbtissin des Kanonissenstiftes St. Caecilien ausgeübt. Die Gemeinschaft behielt in all den Jahrhunderten stets ein gutes Verhältnis zu den Stiftsdamen, welche den Schwestern reiche Schenkungen, unter anderem auch Häuser, bescherten.
Nachdem die Schwestern im Jahre 1454 die Augustinusregel angenommen hatten, stellten sie ihr Kloster unter das Patrozinium der heiligen Elisabeth.
In den folgenden Jahren kam es zu einigen Auseinandersetzungen mit der Stadt Köln. So ließen die Schwestern beispielsweise durch einen Alexianerbruder mit Gehilfen einen kleinen Bau errichten, welchen sie auf Verlangen der Stadt jedoch wieder abreißen mussten. Ein Jahr später beschwerten sich die Schwestern, dass die Revisoren der Stadt sich bei der Inspektion ihrer Seidenspinnerei ungebührlich betragen hätten. 1483 verbot die Stadt ihnen die Einbeziehung eines ihnen geschenkten Nachbarhauses in ihr Grundstück.
Zwei Jahre später, nämlich 1485, konsekrierte Weihbischof Johann den ersten Altar des Klosters. Nachdem Weihbischof Petrus van Walenburch am 21. Juli 1670 die neu errichtete Klosterkirche konsekrierte, kam die Bautätigkeit am Kloster zu einem Stillstand. Nachdem die Stadt Köln das Kloster im Jahre 1776 verpflichtete, dem Hospital Ipperwald im Notfall ein oder zwei Schwestern zur Pflege zu überlassen, erfahren wir, dass die Gemeinschaft im Jahre 1792 elf Mitglieder zählte, von denen eine aus der Stadt, die übrigen aber aus den Dörfern Kurkölns, Jülichs und Bergs stammten. Auch gehörte das Kloster mit einem Jahreseinkommen von etwa 705 Thalern zu den ärmeren der Stadt. Nach Abzug aller Unkosten fielen auf jede Schwester nur noch 50 Taler. Einem Bericht des Klosterbeichtvaters zufolge lebten die Schwestern in Frieden und Einigkeit zusammen, wie sie auch ihre Regeln und Statuten eifrig befolgten.

### 19. Jahrhundert
Am 19. Januar 1798 wurde dem Kloster die Aufnahme neuer Mitglieder verboten und die Entlassung aller Novizinnen angeordnet, so dass es zwei Jahre später nur noch zehn Schwestern zählte und die Anzahl bis 1802 gar auf sieben sank.
Für 1807 wird vermerkt, dass alle Schwestern gegen den Wunsch der Hospitienkommission weltliche Kleidung trugen. Am 25. Mai 1819 konnte nach fünf Jahren erstmals wieder eine Einkleidung vorgenommen werden, doch sank die Mitgliederzahl weiterhin, so dass das Kloster 1821 sechs Schwestern und 1825 nur noch fünf Schwestern zählte. Ein Visitationsbericht von 1826 berichtet uns, dass sich der Klostergeist in einem guten Zustand befand. Leider traf dies auf die Einkünfte dieses Jahres nicht zu, denn diese lagen gerade einmal bei 878 Talern. Entsprechend positiv wurde daher der Übertritt der letzten Oberin des Cellitinnenklosters Klein St. Ursula in das Elisabethkloster bewertet, besonders da der Gemeinschaft dadurch ein Drittel des Vermögens aus dem aufgelösten Ursulakloster zuerkannt wurde.
1838 wurde den Schwestern eine Versetzung in das Bürgerhospital/Caecilienkloster angeboten. Die Oberin lehnte dieses ab, stellte den daran interessierten Schwestern jedoch einen Wechsel in Aussicht. Dem Angebot folgend wechselten am 28. November 1838 zwei und im folgenden Jahre noch einmal drei weitere Schwestern ins Caecilienkloster über, wo sie mit einigen Schwestern aus der Kupfergasse eine neue Gemeinschaft bildeten. Obwohl dieses Kloster völlig unabhängig war, wurde es als Filialkloster der Schwestern aus der Antonsgasse bezeichnet. Aus einem Visitationsbericht des Jahres 1843 geht hervor, dass es kein gemeinsames Stundengebet und keine Tischlesung gab, keine Exerzitien und kein Silentium, die Schwestern immer noch regelmäßig weltliche Kleidung trügen, engen Kontakt mit ihren Verwandten pflegten und diese auch regelmäßig auf dem Land besuchten und überhaupt bedenklich lange vom Kloster fortblieben. Es wird erwähnt, dass Schwester Maria Wirtz seit sieben Jahren in Goch und eine andere Schwester seit zwei Jahren in Krefeld zur Krankenpflege sei. Gleichzeitig mit diesem Bericht baten die Schwestern um die Erlaubnis, in Zukunft über ihrem weißen Schleier auch einen schwarzen tragen zu dürfen. Um die inneren Zustände des Klosters zu heben, versetzte der Koadjutor-Erzbischof, Johannes von Geissel, im Januar 1844 die Oberin des Bürgerspitals, Ignatia Külpmann, als Oberin in das Elisabethkloster. Als sie drei Tage später um die Rückversetzung in das Bürgerspital bat, wurde dieses abgewiesen, da man die Ernennung einer Ökonomin vonseiten der Armenverwaltung befürchtete. Als Schwester Ignatia das Kloster am Ende des Jahres dann doch verließ, musste man das Scheitern des Versuchs einsehen und feststellen, dass sich das Kloster nun in einem noch desolateren Zustand befand.
Am 1. Januar 1845 wurde mit Schwester Petronella Cöllen eine respektable Oberin durch den Erzbischof ernannt. Allmählich kehrte wieder ein klösterlicher Geist in die Gemeinschaft zurück, welche 1844 in ihrem Kloster ein Heim für ältere Damen eingerichtet hatte, so dass seit 1854 am Fest ihrer Ordenspatronin ein 13-Stündiges Gebet stattfand. Nachdem die Reformerin Schwester Petronella im Februar 1860 ihr Amt an die ebenfalls reformfreudige Schwester Katharina Esser abgegeben hatte, wurden im Mai des Jahres Exerzitien durchgeführt. Zwei Tage nach Beginn derselben meldete sich Petronella krank und versammelte auf ihrer Zelle einige Schwestern, die bereit waren, mit ihr gegen den neuen Kurs der neuen Oberin in Opposition zu treten. Nach Beendigung der Exerzitien nahmen fünf Schwestern die neuen Statuten an und legten die ewigen Gelübde ab, während Schwester Petronella und ihre drei Gefährtinnen weiter im Widerstand verharrten. Als es im Juli zu erzbischöflichen Maßnahmen gegen diese Gruppe kam, zeigte sich ihre Anführerin durchaus aufgeschlossen, während die beiden übrigen sich weiterhin verstockt hielten. In diesem Jahr, sie zählten 12 Schwestern, versuchte der Erzbischof die Cellitinnen zu einer einzigen Kongregation zu vereinen. Dies scheiterte jedoch, als er 1862 die Oberin des Caecilienklosters, Schwester Dominica Barth, zur Generaloberin ernannte und dieser das Elisabethkloster als Mutterhaus zuwies, da die Mehrzahl der Schwestern sich weigerten eine „Auswärtige“ als Vorsteherin anzuerkennen.
Im März des folgenden Jahres legten die beiden Opponentinnen gerichtlich bei dem Generalvikar und der Oberin Verwahrung gegen jede Änderung im Kloster ein, so dass man die in drei Gruppen zerfallenen Schwestern, neun an der Zahl, mit der Einführung neuer Statuten verschonte. Aber die Streitigkeiten steigerten sich und führten am 5. Juni 1868 gar zum Eindringen der beiden Opponentinnen in die Zelle der Oberin, wo sie diese attackierten. Als diese das Kloster auf Anweisung des Erzbischofs nicht verlassen wollten, wandte sich der Erzbischof an die Behörden, die eine Untersuchung einleiteten. Schließlich blieben die beiden im Kloster, das sie nicht mehr als Kloster, sondern als „Kranken-Pflege-Anstalt“ betrachteten. Zwei Jahre später beschwerten sie sich bei der Regierung über die erneuten Versuche der erzbischöflichen Behörde, das Haus, welches ein weltliches sei, in ein Kloster umzuformen. Eintritte wolle man zukünftig nur noch Schwestern ermöglichen, die bereit wären, Gelübde abzulegen. Außerdem habe entgegen den Bestimmungen eine Oberinnenwahl stattgefunden. Die beiden forderten nun die gänzliche Unterstellung des Institutes unter staatliche Aufsicht. Über die weitere Entwicklung dieser beiden Frauen ist nichts mehr bekannt, doch müssen sich die Gemüter auch hier beruhigt haben.
Der nun folgende Kulturkampf brachte mit dem 1875 ausgesprochenen Aufnahmeverbot neuer Mitglieder seine eigenen Sorgen mit sich. Dies war eine Entscheidung der staatlichen Behörden, welche erst im Dezember 1882 revidiert wurde, so dass sie, die im Jahre 1878 auf drei Schwestern abgefallen waren, am 11. August 1883 wieder drei Novizinnen einkleiden konnten. Nachdem es nun zu einem raschen Erstarken der Gemeinschaft gekommen war, entschied man sich zehn Jahre später das alte Klostergebäude durch ein neues zu ersetzen. Noch im gleichen Jahre (1893) gelang der Kongregation in Schlebusch ihre erste Filialgründung, der noch viele folgen sollten.

### 20. Jahrhundert

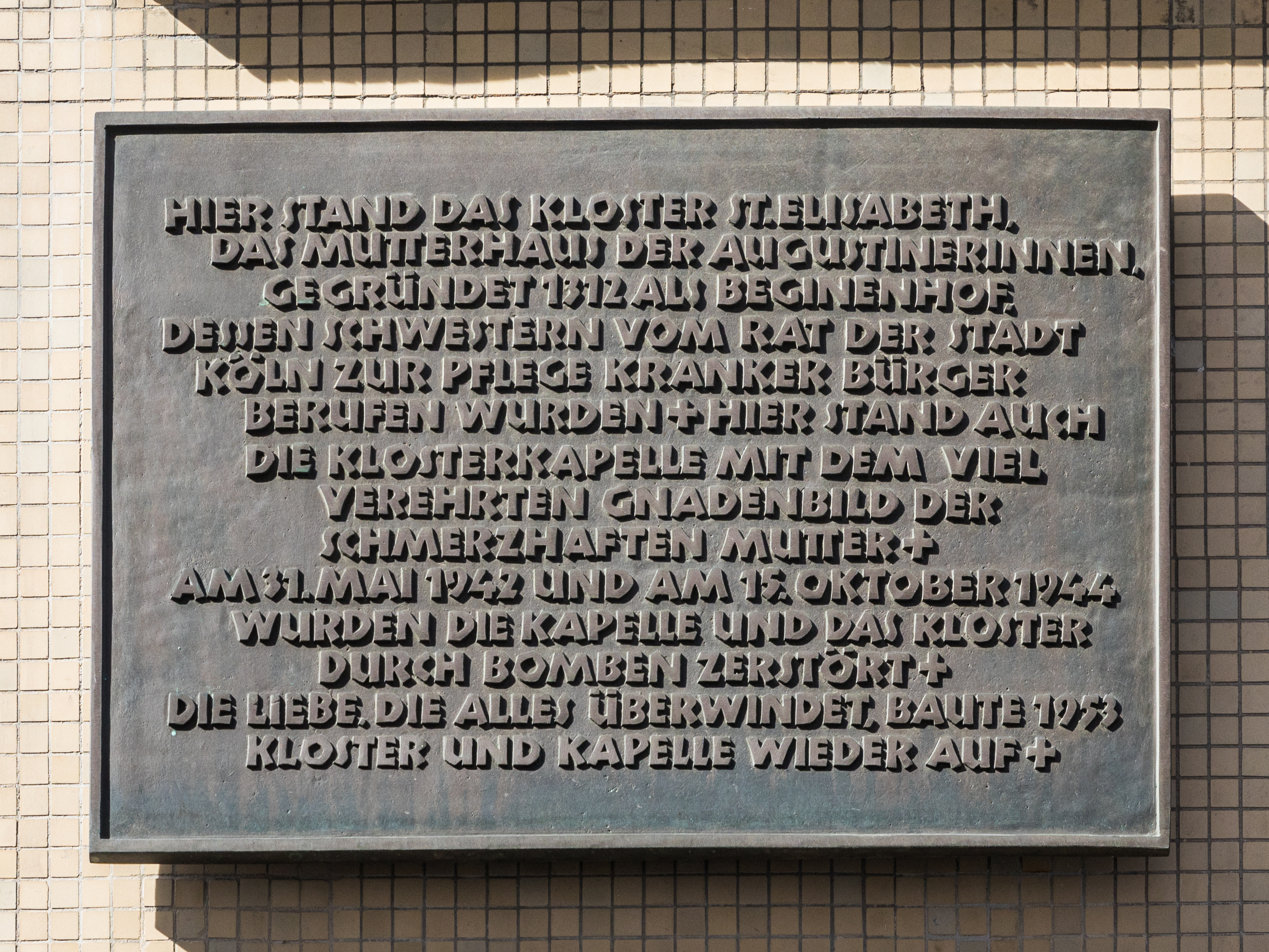
Gedenktafel am Geschäftshaus Antonsgasse 7. Text: Hier stand das Kloster St. Elisabeth, das Mutterhaus der Augustinerinnen. Gegründet 1312 als Beginenhof, dessen Schwestern vom Rat der Stadt Köln zur Pflege kranker Bürger berufen wurden
Hier stand auch die Klosterkapelle mit dem viel verehrten Gnadenbild der Schmerzhaften Mutter
Am 31. Mai 1942 und am 15. Oktober 1944 wurden die Kapelle und das Kloster durch Bomben zerstört
Die Liebe, die alles überwindet, baute 1953 Kloster und Kapelle wieder auf

Am 7. Dezember 1911 übernahmen die Cellitinnen die Trägerschaft für das neu gegründete Krankenhaus St. Anna in Duisburg-Huckingen. Das Haus bietet Platz für 100 Patienten und hat 500.000 Mark gekostet. Der Orden war von 1911 bis 1994 für das Haus verantwortlich. Ab 1994 übernahmen die Malteser die Trägerschaft. Heute leben noch vier Schwestern unter der Leitung von Mutter Oberin Schwester Christiane im Hause. Auf dem Gelände des Krankenhauses befindet sich auch der Friedhof der Schwestern, er wurde 2006 komplett renoviert. Quelle: Festschrift St. Anna zum Jubiläum 2004.
1927 übernahmen sie das Krankenhaus St. Brigida in Simmerath, welches sie 1997 an die Malteser abgaben.
Am 23. Juli 1937 übernahmen die Schwestern das Mutterhaus der Kölner Alexianer, heute St. Hildegardis-Krankenhaus, welches im Krieg stark zerstört wurde. In den Bombenangriffen des Oktober 1944 wurde das Mutterhaus in der Antonsgasse derart zerstört, dass einzig der Keller übrig blieb. Das Generalat wurde nun, nachdem es zwischenzeitlich im Bürgerhospital untergebracht war, nach Attendorn verlegt.
Nach dem Kriege suchte man ein Haus in entsprechender Größe und pachtete für zehn Jahre das Gut Eichholz bei Wesseling. Während dieser Zeit wurde ein kleineres Kloster neben dem Hildegardis-Krankenhaus, welches als vorläufiges Mutterhaus dienen sollte, errichtet. Diese überließ die Generaloberin jedoch auf Bitten des Erzbischofs von Köln den Katholischen Studenten und errichtete stattdessen das heutige Mutterhaus an der Gleueler Straße 365, welchem auch ein Altenheim angeschlossen ist.
Lebten 1953 noch 157 Schwestern allein in der Diözese Köln, so sank ihre Zahl bis 1966 auf 103 Schwestern. 1999 lebten die 62 Schwestern der Kongregation in fünf Niederlassungen, von denen verschiedene zu dieser Zeit in die Trägerschaft des Malteserordens gegeben wurden.